# Claire Leroy
Claire Leroy est une navigatrice française née à Nantes le 9 mars 1980 et licenciée au SNSQP (Sport Nautique de Saint-Quay-Portrieux). Championne du monde de match racing féminin en 2007 et 2008, elle a été désignée comme Marin international de l'année 2007. Elle a occupé la première place du classement des coureurs ISAF en catégorie match racing féminin du 4 mai 2005 au 20 mars 2010.
Elle est sélectionnée en Elliott 6m par la Fédération française de voile, avec son équipage, pour les Jeux olympiques de 2012.

## Biographie
Née dans une famille de passionnés de voile originaire des Côtes-d'Armor Claire Leroy a commencé la voile de compétition sur dériveur léger monotype de type L'Équipe en 1990, puis sur 420 et sur 470  et licenciée dans les clubs de voile SNO Nantes, AN Port-Blanc à Penvénan, ASPTT Nantes, ASN Quiberon. Elle est membre du Sport Nautique de Saint-Quay-Portrieux dans les Côtes-d'Armor, depuis 2000.
Ses entraîneurs sont Laurent Begeon, et Marc Bouët depuis 1999.
Claire Leroy exerce la profession de consultante en marketing.
Le 28 juin 2009, Claire Leroy est élue pour 4 ans, jusqu'en 2013, membre de la commission sportive de l'ISAF (Athletes’ Commission), comme représentante du match racing féminin, l'une des 10 épreuves de voile aux Jeux olympiques d'été de 2012.

## L'équipage de Claire Leroy

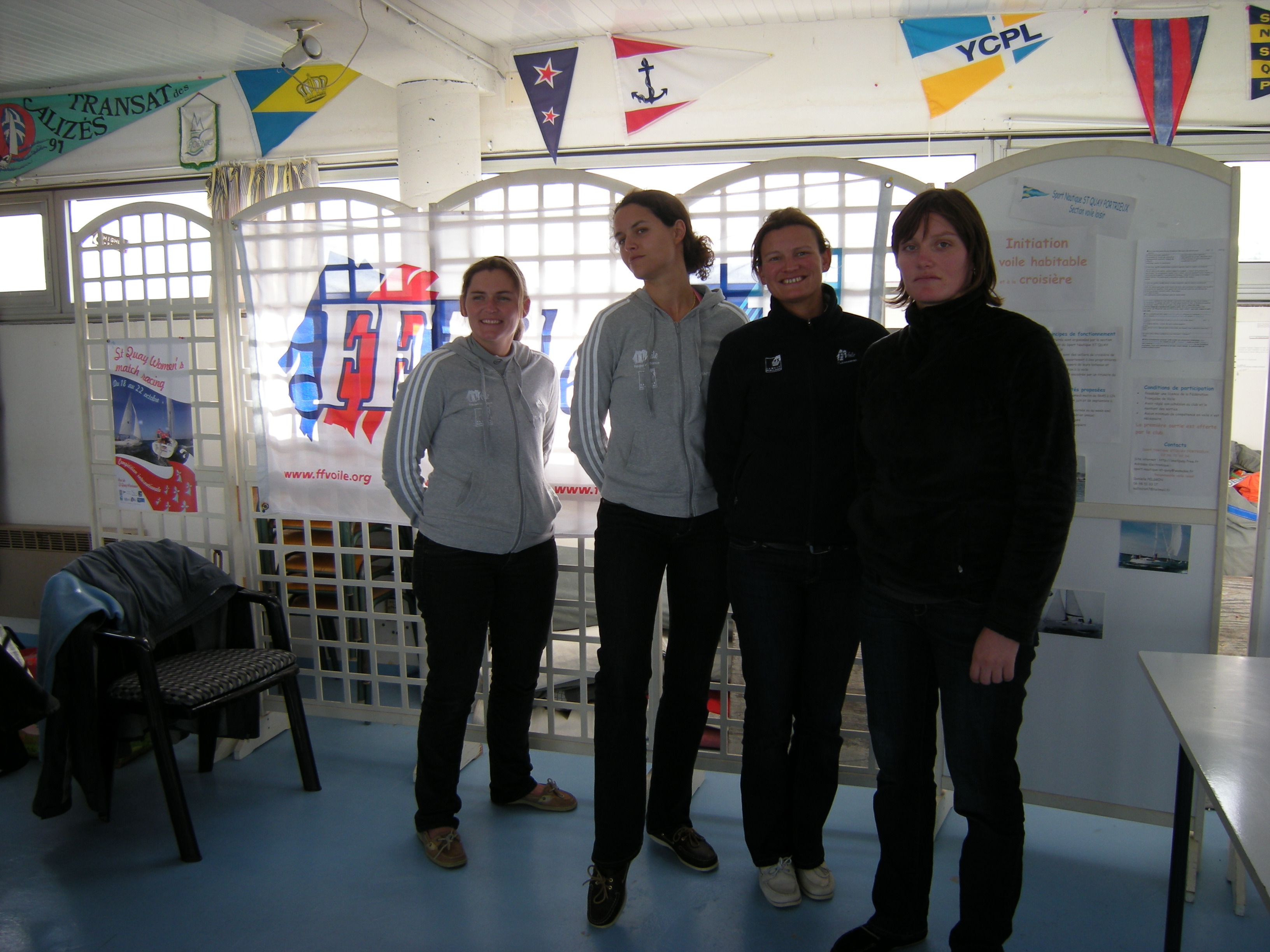
La Mermaid Sailing Team à Saint-Quay-Portrieux, aux régates internationales d'octobre 2011. De gauche à droite : Claire Leroy, Élodie Bertrand, Claire Pruvot et Marie Riou. Quatre, pour un équipage de trois sur l'Elliott 6m olympique de 2012.

L'équipage de course est la  Mermaid Sailing Team. Il est constitué de :
- Claire Leroy, skipper
- Morgane Gautier, no 1 et régleuse
- Marine Jegaden, no 2 et régleuse
- Claire Pruvot, no 1
- Marie Riou, tacticienne
- Élodie Bertrand, régleuse

Il succède au Team Ideactor comprenant Morgane Gautier, Ingrid Cerrato, Ophélie Théron, Dorothée Martin et Élodie Bertrand.

## Palmarès
Claire Leroy a participé et gagné sa première régate lors du Grand Prix de l'Armistice à Maubuisson en 1990, sur un dériveur léger à deux équipiers destiné aux jeunes équipages, L'Équipe. Elle a ensuite continué sur 420 et 470. Elle navigue maintenant principalement sur les voiliers utilisés en match racing féminin, du First Class 8 à l'Elliott 6m. 

### Classement mondial établi par l'ISAF
L'ISAF établit un classement mondial pour chaque compétiteur, dans la ou les catégories où il régate. Le classement de Claire Leroy dans la catégorie match racing féminin remonte au 19 octobre 1999, où elle était classée 88e. Elle a été classée no 1 le 4 mai 2005, a conservé cette place de no 1 jusqu'en décembre 2009.

### Championnats du monde de match racing féminin
Les équipes skippées par Claire Leroy ont été championnes du monde de match racing féminin lors des compétitions  suivantes :
- Championne du monde de Match Racing féminin en 2007 à Saint-Quay-Portrieux
- Championne du monde de Match Racing féminin en 2008 à Auckland
- 4e du Championnat du monde de Match Racing féminin en 2009 à Lysekil (Suède) et en 2010 à Newport (USA)
- 3e du Championnat du monde de Match Racing féminin en 2011 à Perth[7],[8].

### Compétitions de match racing de grade 1

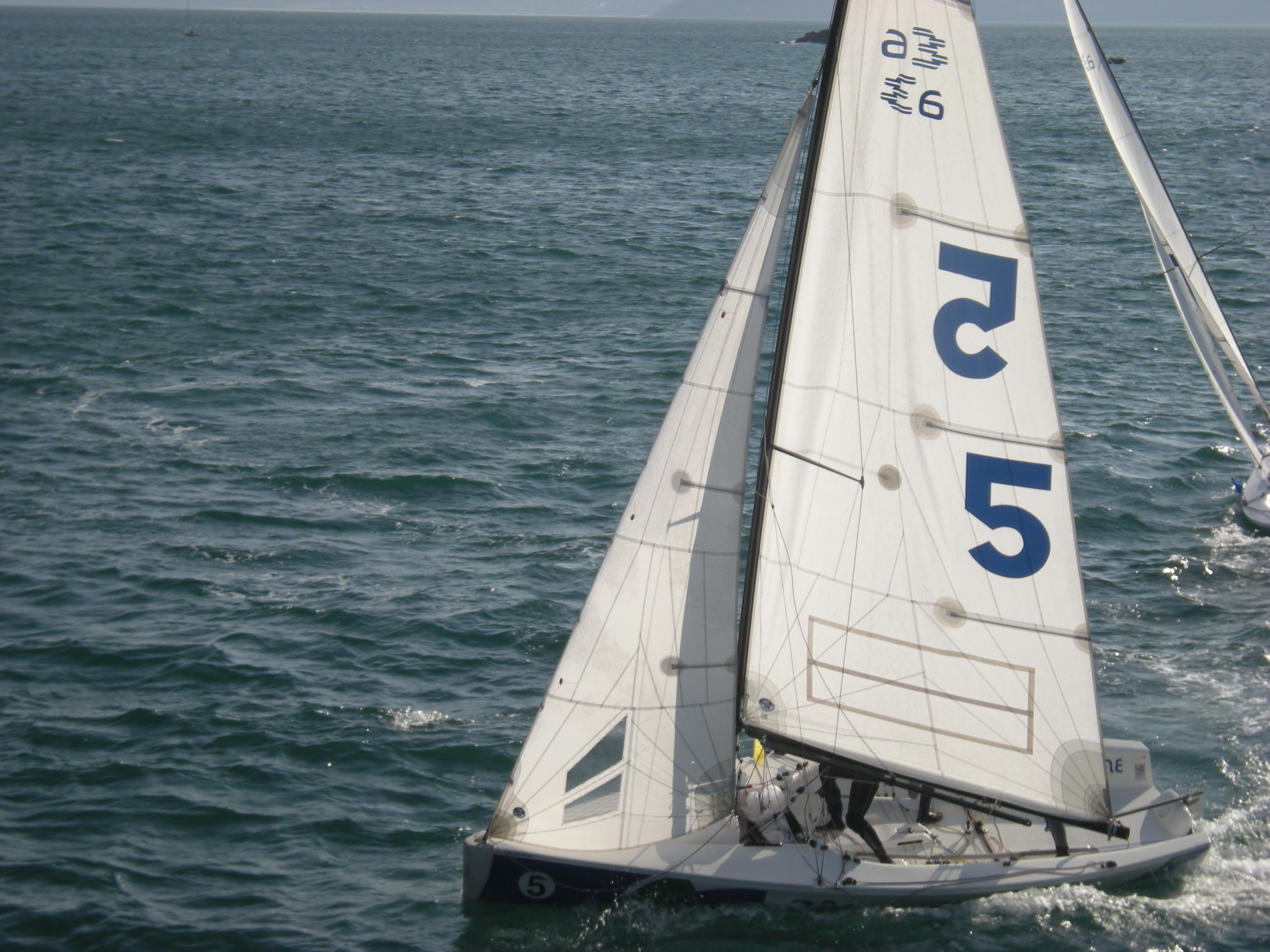
La Mermaid Sailing Team de Claire Leroy au départ d'une des cinq manches de la finale de la St Quay Women Match Racing 2011 à Saint-Quay-Portrieux

L'ISAF classe les compétitions par grade, les plus importantes étant de grade 1. La première compétition de match racing remportée par Claire Leroy est la Trentino Match Race, sur le lac de Ledro en Italie, en août 2003.

### Divers
- Vainqueur de la Nations Cup 2011 Sheboygan USA
- Vainqueur de la Coupe du Monde en 2010
- Vainqueur de la Nations Cup 2009 Porto-Alegre Brésil
- Vainqueur de la Nations Cup 2006 Cork - Irlande

### Championnats de France
La Fédération française de voile (FFV) a organisé entre le 30 avril et le 4 mai 2009 les premiers championnats de France de match racing féminin, en vue de la nouvelle épreuve programmée pour les Jeux olympiques de 2012. Claire Leroy avec sa  Mermaid Sailing Team du SNSQP gagnent les 3 matchs de la finale contre l'équipage d'Anne Le Helley (ASPTT La Rochelle).
Le second championnat de France de match racing fémininorganisé à Saint-Quay-Portrieux, est remporté par Claire Leroy et son équipage, après 12 victoires sur 12 matchs. Il est à remarquer que ce championnat de France s'est couru sur First Class 8 à 4 équipières, alors que les épreuves de Match racing des Jeux olympiques de 2012 seront disputées sur Elliott 6m à 3 équipières.

### Jeux olympiques
L'équipe de Claire Leroy prend la 6e place aux Jeux olympiques de 2012 en Elliott 6m.

## Distinctions
- Marin de l'année en 2007 : Claire Leroy est la seconde navigatrice française à recevoir, après Isabelle Autissier en 1995, la distinction de lauréate féminine de l'ISAF Rolex World Sailor of the Year accordée par la Fédération internationale de voile (International sailing federation ou ISAF)[11].

Cette distinction lui a été attribuée pour ses 12 derniers mois remarquables sur le circuit de match racing féminin, gagnant la coupe des nations européennes, le championnat du monde et sa première place ininterrompue au classement de la catégorie match racing féminin.

### Décoration
- Chevalier de l'ordre du Mérite maritime (2025)[12].